# Gato de trabajo
Un gato de trabajo es un tipo de gato doméstico que "trabaja" para su mantenimiento cazando alimañas, como los roedores.[cita requerida] Se emplean comúnmente donde se necesita el control de plagas: en graneros, granjas, fábricas, almacenes, tiendas, cementerios y propiedad privada. Un beneficio de usar un gato de trabajo es que alivian la necesidad de pesticidas dañinos. Los gatos de trabajo a menudo se colocan en su entorno como parte de un programa de gatos de trabajo.
El gato residente en la casa del primer ministro británico en el número 10 de Downing Street recibió el título de Ratonero Jefe de la Oficina del Gabinete.

## Programas de gatos de trabajo
Un programa de gatos de trabajo está diseñado para colocar a los gatos en entornos seguros donde sean valorados por sus habilidades de caza. Estos programas suelen ser ofrecidos por refugios de animales que utilizan gatos que de otro modo no serían adoptados en el programa como una alternativa a la eutanasia. Es posible que los gatos no sean aptos para la adopción porque son gatos cimarrones o no se acostumbraron a vivir en espacios reducidos con los humanos. Los programas de gatos de trabajo generalmente brindan gatos esterilizados o castrados y completamente vacunados, y a menudo se renuncia a cualquier tarifa de adopción. A cambio de sus servicios, los gatos recibirán un lugar para vivir, comida, agua y atención veterinaria.

## Gatos cimarrones
Un gato cimarrón es un gato sin dueño que vive a la intemperie. Estos gatos tienen un contacto humano mínimo o nulo. Suelen esconderse de los humanos y no se dejan tocar por ellos. Los intentos de socializar a los gatos cimarronesa menudo fracasan o toman mucho tiempo, e incluso así algunos siguen temiendo a los humanos.
Hay esfuerzos para controlar la población de gatos cimarrones, que es un gran problema. Hay programas de retorno de esterilización por trampa, que capturan a los gatos salvajes, los castran / esterilizan y los liberan al exterior. Esto evita que el gato se reproduzca. Otros resultan en eutanasia.

## Ventajas e inconvenientes
Cada año en los Estados Unidos, se sacrifican alrededor de 1.5 millones de animales de refugio, de los cuales 860.000 son gatos. Los programas de gatos de trabajo reducen esos números al darle un hogar a un gato que en cambio no sería adoptable y más espacio para otros animales de refugio.
Un estudio que se realizó en la Universidad de Minnesota demostró que cuidar a un gato puede mejorar la salud humana. El estudio mostró menos posibilidades de sufrir ataques cardíacos, enfermedades cardiovasculares, problemas para dormir y ansiedad al cuidar a un gato.
También hay beneficios para la comunidad. Los gatos salvajes controlan la población de roedores en un vecindario, lo que luego niega la necesidad de usar pesticidas dañinos. También reduce la propagación de la rabia y las pulgas, ya que están vacunados y sus cuidadores los tratan contra las pulgas. Estos programas también ahorran dinero de los impuestos, ya que son administrados por voluntarios o son de propiedad privada.
Algunas desventajas de los gatos cimarrones son las marcas de orina y la destrucción de la vida silvestre y la propiedad. Los gatos cimarrones tienen un comportamiento salvaje y seguirán actuando así aunque tengan un cuidador. También pueden dañar a otras mascotas que se acerquen demasiado.
Otra desventaja es la atención veterinaria. Una ronda de vacunas no durará por el resto de la vida del gato. Eventualmente deben obtener otra ronda. La captura de un gato cimarrón puede ser difícil y algunos cuidadores no quieren llevar al animal al veterinario nuevamente. Si no se vacunan a tiempo, los gatos pueden contraer enfermedades y propagarse. Los gatos tienen de tres a cuatro veces más probabilidades de contraer rabia que otros animales domésticos como los perros.